# آرنو تاوش
آرنو تاوش (متولد ۱۱ فوریه، ۱۹۵۱ در سالزبورگ، اتریش) یک دانشمند علوم سیاسی اتریشی و یکی از بنیانگذاران نظام جهانی کمّی و پژوهش‌های توسعه در اروپاست. پژوهش‌های او بر روی نظریه نظام‌های جهانی، مطالعات توسعه و نظریه وابستگی، مطالعات اروپا در چهارچوب روابط هسته-پیرامون و مطالعات کمّی صلح متمرکز شده‌است.
دکتر تاوش از فعالان جنبش الهیات آزادی و گفتگوی جهانی میان ادیان دنیاست. او در مطالعات آثار کمی جهانی‌سازی بر روی نظام‌های اجتماعی شرکت دارد. او همچنین یکی از ارائه‌دهندگان فعال مقالات به نشریات اتریش مانند Das Jüdische Echo است. او یکی از اعضای شورای سردبیریCentro Argentino de Estudios  Internacionales در بوئنوس آیرس، Entelequia. Revista Interdisciplinar در دانشگاه کادیز در اسپانیا، European Research Studies Journal در آتن، سالنامه «History & Mathematics» و Journal of Globalization Studies، هر دو به سردبیری استادان آندری کاراطایف و لئونید گرینین (en:Leonid Grinin) در مسکو است.
دکتر تاوش در سال ۱۹۷۸ ازدواج کرده و دارای ۳ فرزند دختر است.

## زندگی علمی
تاوش دکتری خود را در رشته علوم سیاسی در سال ۱۹۷۶ از دانشگاه سالزبورگ و en:habilitation (استادی) خود را از دانشگاه اینزبروک دریافت کرد. ریاست کمیسیون habilitation او را آنتون پلینکا (Anton Pelinka) بر عهده داشت؛ داوران خارجی شامل اولریک آلبرشت (Ulrich Albrecht) و وینفرد رُهریش (Winfried Röhrich) بودند. همچنین نظرات خارجی به نفع او ابراز شد که در این میان کارل دویچ (en:Karl Deutsch) از دانشگاه هارواد یکی از نظر دهندگان بود.
در حال حاضر، او استاد الحاقی (Universitaetsdozent) رشته علوم سیاسی در دانشگاه اینزبروک است. همچنین او در گذشته دانشیار مدعو دپارتمان علوم سیاسی دانشگاه هاوایی در مانوا و محقق میهمان مؤسسه بین‌المللی پژوهش‌های مقایسه‌ای اجتماعی، مرکز علوم، برلین غربی (اکنون: WZB - مرکز پژوهش‌های علوم اجتماعی برلین) بود.

## آرنو تاوش در میان مردم
او از سال ۱۹۹۲ تا ۱۹۹۹ به عنوان دیپلمات اتریشی در خارج از کشور خدمت کرده است. او مقام وابسته کار و مهاجرت را داشت و سپس به مقام کنسول کار و مهاجرت رسید.

## تالیفات
تا پاییز ۲۰۰۹، او نویسنده، نویسنده مشترک یا ویراستار ۱۵ کتاب به زبان انگلیسی و ۶ کتاب به زبان آلمانی و بیش از ۲۰۰ مقاله پژوهشی و غیرفنی چاپ شده و الکترونیک و کارهای منتشره شده گوناگون دیگر به ۶ زبان در ۲۶ کشور دنیا، شامل کتاب‌هایی برای Dutch University Press، en:Nova Science Publishers نیویورک وen:Palgrave Macmillan بوده‌است. همچنین کارهای او بر روی وبگاه‌های رایگان داوری-همکاران (peer-reviewed) شامل بایگانی نظام‌های جهانی (World Systems Archive) در دانشگاه کالیفرنیا، ریورساید، شبکه جهانی توسعه (en:Global Development Network) در دانشگاه ساسکس، شبکه پژوهش‌های علوم اجتماعی (en:Social Science Research Network) در نیویورک و در en:IDEAS در دانشگاه کنتیکت قابل دسترسی هستند.

## کارهای پژوهشی او
متأثر ولی نامتقاعد از تعالیم ابتدایی در اقتصاد نئوکلاسیک (فریدریش فون هایک)، به سرعت او به مطالعات کمّی اقتصاد سیاسی و علوم سیاسی کمّی روی آورد، الهام خاص بازدریافت شده از پروفسور کورت روتشیلد (Kurt Rothschild).
پس از پایان دوره دکتری در دانشگاه سالزبورگ، در پاییز ۱۹۷۷ او سمت دانشیاری علوم سیاسی در دانشگاه اینزبروک را کسب کرد.
از میانه دهه ۷۰ میلادی به بعد، تاوش همراه با اوتمار هول (Otmar Höll) و کونیبرت رافر (en:Kunibert Raffer) پیشگامان نظام جهانی و مطالعات وابستگی در اتریش بوده‌اند. در انتهای دهه ۷۰ میلادی، پژوهشگرانی همچون ولکر بورنشیر (Volker Bornschier) و دیتر زنگاس (en:Dieter Senghaas) مرتباً شروع به ارجاع به کارهای کمّی او کردند. اولین کار کاملاً شناخته شده او در سطح بین‌المللی مقاله‌ای بود که به همکاری اوتمار هول در سال ۱۹۸۰ دربارهٔ اتریش و حاشیه اروپا نگاشت.
تأثیرگذارترین کتاب او Socio-Liberal Theory of World Development (۱۹۹۳) (نظریه سوسیال لیبرال توسعه جهانی) است که ارتباط میان-مللی برنامه‌های اصلاحات سوسیال لیبرال اجرا شده توسط سوسیال دموکراتهای اروپا در دهه ۲۰ میلادی را به‌صورت کمّی مورد بررسی قرار می‌دهد. در سال ۱۹۹۸، اتحادیه کالج‌ها و کتابخانه‌های پژوهشی آمریکا (the US-Association of College and Research Libraries) اثر اصلی تاوش «Towards a Socio-Liberal Theory of World Development» (به سوی یک نظریه سوسیال لیبرال توسعه جهانی) را به‌عنوان یکی از «کتاب‌های برجسته دانشگاهی» («Outstanding Academic Books») در دوره ۱۹۹۳ تا ۱۹۹۸ برگزید.
این کتاب بر اساس مطالعات سیاست-سنجی الگوهای توسعه در سراسر جهان در دهه ۶۰ میلادی نگاشته شده‌است.
در دهه ۸۰ میلادی و اوایل دهه ۹۰ میلادی، تاوش همکاری نزدیکی با اقتصاددان سیاسی فقید استرالیایی تِد ویلرایت، پژوهشگر توسعه و صلح سوئدی بیورن هتنه(Björn Hettne)، پژوهشگر توسعه لهستانی زبیگنیو بابلِوسکی (Zbigniew Bablewski) و پژوهشگر توسعه و صلح و سیاستمدار فنلاندی کیمو کیل‌یونن (en:Kimmo Kiljunen) در چهارچوب گروه کاری اتحادیه اروپایی مؤسسات آموزشی و پژوهشی توسعه (EADI) بر روی نظریه توسعه داشت. یکی از نتایج این تلاش‌ها مطالعات دانشگاه سازمان ملل متحد (۱۹۸۹) است.
در زمینه پژوهش‌های صلح و توسعه، او یکی از اولین نویسندگانی بود که ارزیابی‌های تردیدی پروستریکا و روند انتقالی را ارائه داد. تردمیل روسیه (Russlands Tretmühle) او بازمقاوم‌سازی رژیم روسیه را پیش‌بینی کرد
کار بعدی او پس از ورود به خدمات عمومی در سال ۱۹۹۲، دربارهٔ تحلیل‌های سیاست‌های اجتماعی و مهاجرت در اروپای بزرگ جدید است، بعد از شوک درمانیهایی (en:shock therapies) که منطقه تجربه کرد.
پس از بازگشت به وین از سمت خود به‌عنوان دیپلمات در لهستان، نوشته‌های تاوش به‌ویژه به تحلیل تضادهای روند گسترش اروپا با جنبه‌های میان-مللی اصلاحات مستمری و بحث بی‌پایان دربارهٔ اسلام و توسعه اختصاص دارد. به‌عنوان یک پژوهشگر نظام جهانی، او کارهایی را به‌صورت مستقل و همکاری ویرایش کرده یا در آنها شرکت داشته‌است که مقالات سمیر امین (en:Samir Amin)، کریستوفر چیس-دان (en:Christopher Chase-Dunn)، آندره گوندر فرانک (en:Andre Gunder Frank) و امانوئل والرشتاین (en:Immanuel Wallerstein) را شامل می‌شوند.
در طول دهه گذشته، کارهای او به بحث دربارهٔ اسلام‌ستیزی کمک کرده‌است. این به‌عنوان یک الگوی تعیین‌کننده نوشته‌هایش بعد از عبور از هزاره تبدیل شده‌است: مخالفت با سلفیت (تحریفات عقاید مسلمانان توسط سلفیون) و در عین حال مخالفت با اسلام‌ستیزی. او یکی از اولین کسانی بود که جنبه‌های کمّی فقر مسلمانان اروپا را مورد مطالعه قرار داد.
سپس به‌عنوان یک ویراستار، تاوش به‌ویژه با یک اقتصاددان انگلیسی به نام سید منسوب مرشد (Syed Mansoob Murshed) همکاری نزدیک داشت. کارهای تجربی خود او دربارهٔ الگوهای روابط میان اسلام و توسعه، که مستقیماً با ساموئل هانتینگتون در تضاد است، به‌ویژه در جهان اسلام مورد قبول واقع شد، و براساس تمام کشورهای دارای اطلاعات موجود بود.
دانشمندان علوم سیاسی اهل ترکیه بولنت آراس (Bulent Aras) و سوات کینیکلیوغلو (Suat Kiniklioglu) فعالانه از پذیرش کارهای کمّی تاوش در دو نشریه علوم سیاسی پیشتاز در ترکیه پشتیبانی کردند، Alternatives. Turkish journal of international relations و Insight Turkey، که به‌نوعی نشریه نیمه رسمی سیاست خارجی کشور است.
آخرین فصل از تحلیل تاوش دربارهٔ اسلام و توسعه، تحلیل اصولی اطلاعات مطالعه اجتماعی اروپا (en:European Social Survey) و مطالعه ارزش‌های جهان (en:World Values Survey) است، که با دیدگاه آشوب طلبان دربارهٔ مهاجرت مسلمانان و اتحاد مسلمانان در اروپا در تضاد است، و در راستای مبحثی که تاوش آن را "چشم‌انداز روند لیسبون دربارهٔ اقلیت مسلمانان در اروپاً می‌نامد بحث می‌کند. در روند لیسبون، او به‌ویژه با دانشمند مسلمان، الماس هشمتی (Almas Heshmati)، همکاری نزدیک داشت.
نوشته‌های اخیر او دربارهٔ اصلاحات مستمری تحت تأثیر فرانکو مودیلیانی (en:Franco Modigliani) و رابرت هالتزمن (Robert Holzmann)، مدیر دپارتمان حمایت اجتماعی بانک جهانی، بود. او به نسخه یادمان، تقدیم به برنده جایزه نوبل اقتصاد، فرانکو مودیلیانی، کمک کرده‌است.
در کنار ارائه چشم‌اندازهای تحلیلی علمی‌اش به رده‌های بالای سیاست خارجی اتریش و جوامع بین‌الملل، نوشته‌های دکتر تاوش در نشریات متعدد مخازن فکر مهم اتریش، آرژانتین، لوکزامبورگ، لهستان، روسیه و ترکیه منتشر شده‌است. در سال ۲۰۰۷، او یکی از سخنرانان «داووس شرق» («Davos of the East»)، فروم بین‌المللی اقتصاد (en:International Economic Forum) در کرینیکا، لهستان بود.
او به یکی از ارائه‌دهندگان فعال مقالات به نشریه تحلیلی en:Austrian Armed Forces، Österreichische Militärische Zeitschrift، به نشریه en:Mirovaya ekonomika i mezhdunarodnye otnosheniya متعلق به مؤسسه en:IMEMO در مسکو و به نشریه Europäische Rundschau که به‌صورت گسترده در سطح جهان توزیع می‌شود، تبدیل شده‌است.
در پاییز ۲۰۰۹، تاوش در میان پنج درصد برتر دانشمندان علوم اجتماعی در سطح جهان (بر اساس دانلودهای ۱۲ ماه گذشته، به میزان تعداد نویسندگان) به‌وسیله سیستم Repec/Ideas از دانشگاه کنتیکت، و شبکه پژوهش‌های علوم اجتماعی (en:Social Science Research Network) نیویورک برگزیده شد. یکی از آخرین کارهای او به کالوِنیسم مسلمان (Muslim Calvinism) می‌پردازد که به‌وسیله انتشارات رُزِنبرگ (Rozenberg Publishers) آمستردام منتشر شده‌است.

## مقالات به افتخار آرنو تاوس در ناشر "Springer"
Segell, Glen & Segell, Glen, (editor.) (2023). Development, Globalization, Global Values, and Security : Essays in Honor of Arno Tausch (First edition). Springer, Cham, Switzerland